# 90일, 사랑할 시간
《90일, 사랑할 시간》은 2006년 11월 15일부터 2007년 1월 4일까지 방송 되었던 MBC 수목 드라마인데 동시간대 SBS 수목 드라마 《연인》과 비슷한 유형(비극적인 결말로 치닫음, 진부함 측면)이란 지적을 샀으며 연인이 그랬던 것처럼 지나친 욕설 사용 탓인지 방송위원회로부터 '시청자에 대한 사과' 명령 조치를 받았고 강지환 (현지석 역) 정혜영 (박정란 역)은 해당 드라마 때문에 MBC 주말 특별 기획 드라마 《환상의 커플》 캐스팅 제의를 고사했다.

## 등장 인물
- 강지환 : 현지석 역
- 김하늘 : 고미연 역
- 정혜영 : 박정란 역
- 윤희석 : 김태훈 역
- 김형범 : 박덕구 역
- 최성호 : 부병찬 역
- 윤현숙 : 김왈숙 역
- 이재용 : 현상만 역
- 김혜옥 : 현지석 모 역
- 하재영 : 고왕봉 역
- 이경미 : 고미연 모 역
- 문미봉 : 고미연 조모 역
- 송용태 : 박정란 부 역
- 서승현 : 김태훈 큰 누나 역
- 홍여진 : 김태훈 작은 누나 역
- 최범호 : 학교 선생님 역
- 남윤명 : 불량학생 역
- 김하균 : 시트콤 '청춘' 정PD 역
- 백보람 : 시트콤 '청춘' 출연자 역
- 오정태 : 시트콤 '청춘' 출연자 역
- 박영지 : 부행장 역
- 남윤정 : 부행장 부인 역
- 백승현 : 아랫집 주인 역
- 이장우 : 서연대학교 학생 역
- 이종구 : 서연대학교 건축학과장 역
- 이대로 : 견인요원 역
- 이종래 : 고급 레스토랑 매니저 역
- 서정주 : 작가 역
- 안용준 : 준호 역
- 박팔영